# Eugen Pavel (fizician)
Eugen Pavel, (n. 1953, București) doctor in fizică, cercetător, este fizician și inventator român, cel mai cunoscut publicului larg ca inventatorul Hyper CD-ROM-ului, care are capacitatea de stocare de peste 10.000 Gigabytes.

## Studii și carieră[3]
S-a născut în București, în anul 1953, unde a urmat și liceul, absolvind Facultatea de Fizică din cadrul Universității București în 1976 (ca șef de promoție).
In 1992 a devenit doctor în fizică (titlul exact este Doctor în Fizica Materiei Condensate) și in prezent este cercetător la Institutul de Fizică Atomică, colectivul de Optică informațională și holografie de la Măgurele.
Este profesor asociat la Universitatea Politehnică București și profesor invitat la Universidade Federal do Rio Grande do Sol, Porto Alegre, Brazilia.
Chief Executive Officer la Storex Technologies, unde  a desfășurat activități de cercetare aprofundată în domeniul sticlei și ceramicii fotosensibile. Cercetătorul a realizat discuri de mărimea unui CD-ROM (diametrul de 120 mm și grosimea de 1,2 mm) cu o capacitate care poate depăși 1.000.000 GB.

## Distincții
Premiul Academiei Române i-a fost decernat  în 1991. 
Medalia de aur la Eureka – 1999 (Salonul Mondial al Invențiilor „Bruxelles-  Europa”), 
Premiul Organizației Mondiale a Presei Periodice, „Kent Premium Lights Annual Awards for Innovation,”  medalia de aur la Salonul de invenții de la Geneva, în 2004 (un salon dubios).
În 1997, apare pentru prima dată în publicația americană Who's Who in the World.
Muzeul Național Tehnic îi acordă în anul 2000 premiul „Prof. Ing. Dimitrie Leonida,” pentru realizări deosebite obținute în domeniul suporților de memorie optică.
În anul 2000 compania americană „Constellation 3D” a anunțat realizarea unui suport de memorie optică similară, sub numele „Fluorescent Multilayer Disc”.
În 2002, a primit premiul „Cel mai Bun Inventator“, acordat de Organizația Mondială de Proprietate Intelectuală.
La expoziția de la Geneva din 2004, invenția a câștigat încă o medalie de aur.

## Brevete de invenție[8]
Are peste 40 de lucrări științifice publicate și prezentate la conferințe de specialitate, 62 brevete si cereri de brevete.
A început să lucreze la proiect în 1995 și a depus prima cerere de brevet în 1997. Primul brevet de invenție l-a obținut în anul 2000.
Are brevete pentru această tehnologie în 21 de țări: SUA, Canada, Japonia, Israel plus 17 țări din Europa. În Statele Unite a înregistrat patru brevete pentru a proteja tehnologia de stocare.

## Tehnologia Hyper CD-ROM-ului[9]
Eugen Pavel reușit să creeze tehnologia de fabricare a unei sticle speciale, fluorescente și fotosensibile, pentru care a primit, în 1991, Premiul Academiei Române. Aceasta stă la baza Hyper CD-ROM-ului.
Referitor la tehnologia Hyper CD-ROM, Dr. Eugen Pavel are 4 brevete de inventie, și anume, referitor la:
- Materiale fluorescente fotosensibile cu capacitate de memorare optica tridimensionala;
- Sistemul de scriere/citire adaptat la instalațiile existente (microscopul confocal);
- Tehnologia de memorare;
- Procedeul de multiplicare.

Hyper CD-ul rezistă la 1.200 de grade Celsius și are o durată de viață de 5.000 de ani. Sistemul optic a fost preluat de firma Sony și aplicat la sistemul numit „Blu-Ray.”